# حسام الدين عالم شاه
سلطان حسام الدين عالم شاه الحاج بن سلطان علاء الدين سليمان شاه هو ثاني حاكم لاتحاد الملايا للفترة من 14 أبريل 1960 حتى وفاته في 1 سبتمبر 1960، وكان سادس حاكم لسلاغور للفترة 4 أبريل 1938 – 15 يناير 1942 ثم 14 سبتمبر 1945 إلى وفاته.
ولد في 13 مايو 1898 وتوفي في 1 سبتمبر 1960.